# Tião Macalé
Augusto Temístocles da Silva Costa, mais conhecido como Tião Macalé (Salvador, 17 de dezembro de 1926 — São José do Rio Preto, 26 de outubro de 1993), foi um ator, músico e comediante brasileiro, célebre por suas participações no programa Os Trapalhões. Com um sorriso desdentado, era conhecido pelo célebre bordão "Ihh, nojento, tchan!" ou simplesmente "nojento!".

## Carreira
Iniciou a carreira no circo, indo posteriormente para o teatro. No fim da década de 1950 foi para televisão, onde trabalhou com Ari Barroso nos programas Calouros em Desfile e Show do Gongo (TV Rio), onde, ao comando de Ari, "gongava" os calouros que cantavam mal. 
Ficou nacionalmente conhecido no programa humorístico Balança mas Não Cai, como o "crioulo difícil", malandro que sempre tentava conquistar a "crioula difícil", interpretada por Marina Miranda, atriz com quem mais trabalhou ao longo da carreira. Tião vivia personagens de poucas falas, tendo inclusive algumas dificuldades na articulação das palavras, fato que aumentava ainda mais a sua eficiente performance como humorista.[carece de fontes?]
Estreou nos cinema em 1959, fazendo uma participação no filme Orfeu Negro, que ganhou o oscar de melhor filme estrangeiro. Atuou também em diversos filmes de pornochanchada, como Com Um Grilo na Cama e As 1001 Posições do Amor. 
No entanto o trabalho mais conhecido de Tião foi no programa Os Trapalhões, onde desempenhou uma série de personagens diferentes, popularizado o bordão "Ih nojento, tchan!" ou simplesmente "nojento" e mostrando seu sorriso, quase sem dentes, para a câmera, que o tornou famoso em todo o Brasil. As participações de Tião no programa eram geralmente rápidas, mas nunca passavam despercebidas. Sua atuação no programa foi aumentanda no período do falecimento do trapalhão Zacarias, época em que surgiu o quadro Trapa Hotel.
Além do programa, Tião também atuou ao lado dos Trapalhões nos filmes Atrapalhando a Suate e O Mistério de Robin Hood.
Em 1988 e 1989 sua fama atingiu proporções maiores quando fez vários comerciais de paródias cômicas para a extinta rede de supermercados Disco. Em 1989, inclusive, atuou como garoto-propaganda na campanha do candidato Affonso Camargo Neto à Presidência da República.  
Tião Macalé também foi garoto-propaganda do achocolatado Toddy. Naquela época os comerciais eram realizados "ao vivo" e na hora de misturar o leite com o Toddy, Tião notou que o misturador no fundo estava com ferrugem. Mesmo assim, o Toddy foi colocado no copo, e o Tião tomando fez um cara feia. Neide Aparecida perguntou: "E aí, Tião, tá bom?", e Tião respondeu: "Toddy é gostoso até sem açúcar!!!"
Torcedor do Fluminense e assíduo frequentador dos estádios, Tião chegou a passar mal em 2 partidas do time carioca, antes de sofrer seu primeiro derrame. Entusiasta do futebol, organizava, treinava e às vezes arbitrava um time de futebol chamado Dínamo, na altura da rua Santa Clara, em Copacabana, Rio de Janeiro, de onde foi morador por muitos anos. Detestava o Flamengo e ficava furioso se alguém assoviasse o Hino do Flamengo, dizendo uma série de palavrões. 

### Morte
No final de 1992, Tião, que possuía diabetes, sofreu um derrame e passou a trabalhar com dificuldade. Faleceu em 26 de outubro de 1993, aos 66 anos de idade, vítima de infecção pulmonar, em São José do Rio Preto. Foi sepultado no Cemitério de São João Batista, no bairro de Botafogo, Rio de Janeiro.

## Filmografia

### Cinema
| Ano  | Título                                         | Papel                       |
| ---- | ---------------------------------------------- | --------------------------- |
| 1990 | O Escorpião Escarlate                          | Porteiro/Macário            |
| 1990 | O Mistério de Robin Hood                       | Tião das Candongas          |
| 1987 | No Rio Vale Tudo                               | Inspetor Deuxième           |
| 1986 | As Sete Vampiras                               | Conferente do porto         |
| 1985 | Os Bons Tempos Voltaram: Vamos Gozar Outra Vez |                             |
| 1983 | Atrapalhando a Suate                           | Presidiário                 |
| 1983 | A Longa Noite do Prazer                        | Fritz                       |
| 1982 | Os Paspalhões em Pinóquio 2000                 | —                           |
| 1978 | As 1001 Posições do Amor                       | Pereirão                    |
| 1975 | Com as Calças na Mão                           | Zé                          |
| 1975 | Com Um Grilo na Cama                           |                             |
| 1975 | Costinha o Rei da Selva                        | Bezerro                     |
| 1975 | O Estranho Vício do Dr. Cornélio               | Tião                        |
| 1975 | O Padre Que Queria Pecar                       | Porteiro                    |
| 1974 | O Comprador de Fazendas                        | Jerry                       |
| 1973 | Café na Cama                                   | Branca de Neve              |
| 1972 | Salve-se Quem Puder - Rally da Juventude       | Ciclista                    |
| 1970 | Os Caras de Pau                                |                             |
| 1969 | O Impossível Acontece                          | Aristótles                  |
| 1959 | Orfeu Negro                                    | Homem vendendo o Gramofone. |